# Tsushima, Aichi

Tsushima (津島市 Tsushima-shi?) este un municipiu din Japonia, prefectura Aichi.